# Antonio Napoletano

Bischofswappen von Antonio Napoletano

Antonio Napoletano CSsR (* 8. Juni 1937 in Nocera Inferiore; † 25. März 2019) war ein italienischer Ordensgeistlicher und römisch-katholischer Bischof von Sessa Aurunca.

## Leben
Antonio Napoletano trat der Ordensgemeinschaft der Redemptoristen bei und empfing am 19. März 1961 die Priesterweihe.
Papst Johannes Paul II. ernannte ihn am 19. November 1994 zum Bischof von Sessa Aurunca. Die Bischofsweihe spendete ihm der Papst persönlich am 6. Januar des nächsten Jahres; Mitkonsekratoren waren die Kurienerzbischöfe Giovanni Battista Re, Substitut des Staatssekretariates, und Jorge María Mejía, Sekretär der Kongregation für die Bischöfe. Die Amtseinführung im Bistum Sessa Aurunca fand am 5. Mai 1995 statt.
Papst Franziskus nahm am 25. Juni 2013 sein aus Altersgründen eingereichtes Rücktrittsgesuch an.